# Cuemba
Cuemba è una municipalità dell'Angola appartenente alla provincia di Bié. Ha 126.647 abitanti (stima del 2006) ed una superficie di 11.421 km².
Il principale comune è l'omonimo Cuemba.